# Bank of Italy (États-Unis)
La Bank of Italy a été fondée à San Francisco, en Californie le 17 octobre 1904 par Amadeo Giannini. La banque s'est développée grâce à une stratégie de filiales jusqu'à devenir Bank of America, la plus importante banque d'affaires au monde, comprenant 493 filiales en Californie et cinq milliards de dollars d'actif en 1945.
La banque a été créée pour servir les citoyens appartenant à la classe ouvrière locale, et particulièrement les citoyens Italo-Américains résidant dans le quartier de North Beach à San Francisco. La banque a résisté au séisme de 1906 à San Francisco et était l'une des premières à proposer des prêts aux entreprises pour aider à reconstruire la ville.
Le Bank of Italy Building, qui est ensuite devenu un National Historic Landmark, a ouvert en 1908. Giannini disposait d'un espace pour travailler au sein d'une zone ouverte au premier étage. En 1909, la banque a commencé à ouvrir des filiales dans d'autres villes. On comptait 24 filiales en 1918, année au cours de laquelle la banque est devenue la première à disposer d'un système de filiales dans plusieurs états.
Bank of Italy a fusionné avec la plus petite Bank of America de Los Angeles en 1928. En 1930, Giannini change le nom "Bank of Italy" en "Bank of America". En tant que président de la nouvelle et plus large Bank of America, Giannini a étendu les activités de la banque jusqu'à sa mort en 1949.
Amadeo Giannini et Bank of Italy étaient les bases du film La Ruée, réalisé en 1932 par Frank Capra dont le scénario original intitulé Faith fut écrit par Robert Riskin.
Bank of America a fusionné avec NationsBank (Charlotte, Caroline du Nord) en 1998. Alors que NationsBank aurait pu garder son nom, la banque a pris le nom Bank of America et opère sous la charte originelle de Bank of Italy.